# 马宁镇
马宁镇，是中华人民共和国广东省肇庆市怀集县下辖的一个乡镇级行政单位。

## 行政区划
马宁镇下辖以下地区：
马宁村、苏沙村、塘岗村、姚塘村、珠岗村、明星村、钢铁村、蔡屋村、富礼村、东升村、湖朗村、谭播村、寨村、金群村、新龙村和群龙村。